# Грљани
Грљани (мкд. Грљани) су насеље у Северној Македонији, у источном делу државе.

## Географија
Грљани су смештени у источном делу Северне Македоније. Од најближег града, Кочана, насеље је удаљено 25 km источно.
Насеље Грљани се налази на задним падинама планине Голак. Северно од насеља се пружа клисура реке Брегалнице. Насеље је положено на приближно 860 метара надморске висине.
Месна клима је планинска због знатне надморске висине.

## Историја
По статистици секретара Бугарске егзархије, 1905. године Калиманци су били село са 444 православних Словена.

## Становништво
Грљани су према последњем попису из 2002. године имали 206 становника.
Претежно становништво у насељу су етнички Македонци (100%).
Већинска вероисповест месног становништва је православље.